# Staatliche Universität des Kubangebiets

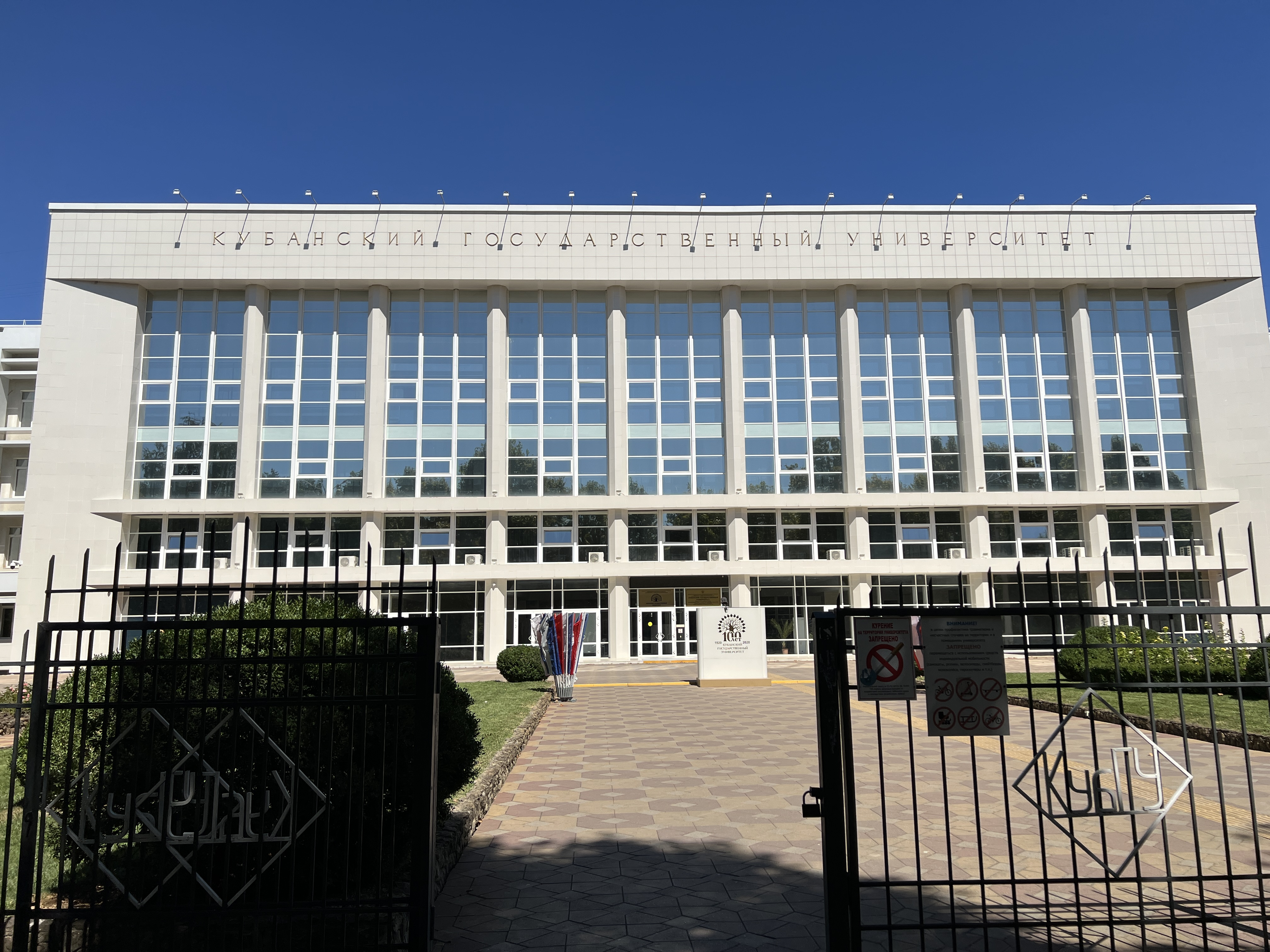
Das Hauptgebäude der Staatlichen Universität des Kubangebiets

Die Staatliche Universität des Kubangebiets ist eine Hochschule in Krasnodar, Russland im historischen Kuban-Gebiet des nördlichen Kaukasus. Sie ist eine der größten und ältesten Universitäten im Süden Russlands.

## Geschichte
Die Universität wurde im Jahr 1920 in Krasnodar gegründet. Ihr erster gewählter Rektor war Nikandr Marks, ein ehemaliger General der kaiserlichen russischen Armee, Historiker und Spezialist für altrussische Paläographie.
Im Jahr 1994 wurde die Universität als eine der führenden Hochschuleinrichtungen in Russland eingestuft.
In den Jahren 2004 und 2005 gehörte die Universität zu den 100 besten Hochschulen in Russland und wurde mit der Goldmedaille für europäische Qualität ausgezeichnet.
Im Jahr 2008 wurde Michail Astapow, ehemaliger Leiter der regionalen Bildungsabteilung von Krasnodar, zum Rektor der Universität ernannt.
Die Staatliche Universität des Kubangebiets bildet seit 1970 ausländische Fachkräfte aus. Die ausländischen Absolventen kommen aus mehr als 130 Ländern. Derzeit bildet die Universität weiterhin Studenten aus Asien, Amerika, Afrika und Europa aus.